# Войнишка река
Во̀йнишка река е река в Северозападна България, Видинска област, общини Макреш, Кула и Видин, десен приток на река Дунав. Дължината ѝ, заедно с лявата съставяща я Чичилска река е 55,2 km, която ѝ отрежда 76-о място сред реките на България.
Войнишка река се образува от сливането на двете съставящи я реки: Чичилска река отляво и Короманица (Калчовец) отдясно на около 2 km югозападно от село Войница, на 88 m н.в. и на 43°54′44″ с. ш. 22°41′15″ и. д. / 43.912222° с. ш. 22.6875° и. д.. За начало на Войнишка река е приета река Дорков дол, която извира на около 850 m северозападно от връх Черноглав 858 m) в планината Бабин нос, на 664 m н.в. До село Чичил реката тече в североизточна посока, като преминава последователно през язовир „Краварски дол“, село Старопатица, язовир „Полетковци“, село Полетковци (в този участък се нарича Селската бара) и югоизточно от град Кула, вече под името Чичилска река. От село Чичил реката се насочва на изток, на 2 km югозападно от село Войница се съединява отдясно с река Короманица (Калчовец) и вече под името Войнишка река преминава покрай селата Буковец и Търняне и се влива на 783 km отдясно в река Дунав, на около 2 km източно от град Дунавци, на 32 m н.в., срещу остров Богдан-Сечан.
С изключение на най-долното течение на реката, което е коригирано с водозащитни диги, останалата част от теката протича в каньоновидна долина.
Площта на водосборния басейн на Войнишка река е 276 km2, като на северозапад и север граничи с водосборния басейн на река Тополовец, на юг и югоизток с басейна на река Видбол, а на запад, по билото на планината Бабин нос – с водосборния басейн на река Тимок. Основни притоци: Калчовец (десен), Добрянов дол (Иванчовец, ляв), Короманица (Калчовец, десен).
Средният многогодишен отток при село Търняне е 0,91 m3/s, като максимумът е през март-май, а минимумът – август-октомври.
По течението на реката са разположени пет села и един град: Община Кула – селата Старопатица, Полетковци и Чичил; Община Видин – селата Буковец и Търняне и град Дунавци.
В горното ѝ течение, между селата Старопатица и Полетковци е изграден язовир „Полетковци“, използващ се за напояване и водоснабдяване.

## Топографска карта
- Лист от карта K-34-9. Мащаб: 1 : 100 000.
- Лист от карта K-34-10. Мащаб: 1 : 100 000.